# 陳國瑱
陳國瑱（越南语：／；1281年2月19日—1328年），是越南陳朝的大将，也是陈仁宗次子，获封惠武王（越南语：／），后又加封大王。他和范五老在1318年被太上皇陈英宗命令派往出征占城。后他的女儿被立为陈明宗的宪慈宣圣皇后。1328年，他的女儿宪慈宣圣皇后还未有子时，朝臣分为两派，他本人主张自己有了外孙（即明宗嫡子）再立其为太子。但由于文宪侯贿赂了他的家臣陈缶，陈缶就诬告他造反，陈明宗就将其囚禁于资福寺，并且不给茶饭，致使其在当年3月饿死，终年48岁。

## 家庭
- 父亲：陈仁宗
- 母亲：无考
- 女儿：包括宪慈宣圣皇后（陈明宗皇后）